# Revolten i Boston 1689
Revolten i Boston 1689 var ett folkupprror den 18 april 1689 mot Sir Edmund Andros, som var guvernör i New England. En folkmobb bildades i staden, och arresterade tjänstemän och avsatte guvernören. Puritanska rebeller tog medlemmar av Engelska kyrkan till fånga. Ledarna från den gamla Massachusetts Bay-kolonin återtog sedan kontrollen. I andra kolonier återinsattes statstjänstemän från dominiontiden.

### Fotnoter
1. ↑  ”Joseph Dudley” (på engelska). New Yorks domstolar. https://www.nycourts.gov/history/legal-history-new-york/luminaries-supreme-court/dudley-joseph.html. Läst 16 september 2014.